# Maurizio Micheli
Maurizio Micheli (n. 3 februarie 1947, Livorno, Italia) este un actor de film și de teatru italian.

## Biografie
S-a născut la Livorno, a crescut la Bari, a absolvit școala Piccolo Teatro din Milano și ulterior a absolvit D.A.M.S. al Universității din Bologna cu Luigi Squarzina. Pe marele ecran Micheli a lucrat cu Sergio Corbucci și cu Steno și a devenit foarte popular în filmul Il commissario Lo Gatto (1986) al lui Dino Risi. În același timp, și-a continuat activitatea teatrală care a început în 1970. Merită menționate, printre altele, interpretările sale în spectacolele cu piesele L'opera dello sghignazzo de Dario Fo, Buonanotte Bettina cu Benedicta Boccoli, Un paio d'ali de Garinei și Giovannini, La presidentessa cu Sabrina Ferilli, Il letto ovale cu Barbara D'Urso.
În 1996 și-a publicat autobiografia intitulată Sciambagne!.
La 27 decembrie 1999 a fost decorat de președintele Carlo Azeglio Ciampi cu Ordinul Național de Merit al Republicii Italiene în grad de Ofițer.
În 2002 a publicat romanul Garibaldi amore mio, care a apărut a editura Baldini Castoldi Dalai. În sezonul teatral 2010-2011 a efectuat, alături de comediantul Tullio Solenghi, un turneu în întreaga Italie cu spectacolul Italiani si nasce (e noi lo nacquimo), o satiră exaltantă despre unificarea Italiei.
Recent a scris și regizat Su con la vita, cu Benedicta Boccoli, Nini Salerno, Nina Pons.

## Filmografie
- Allegro Non Troppo (1976)
- Café Express (1980)
- Mani di fata (1982)
- Heads I Win, Tails You Lose (1982)
- I Am an ESP (1985)
- Il commissario Lo Gatto (1987)
- Roba da ricchi (1987)
- Rimini Rimini (1987)
- Rimini Rimini - Un anno dopo (1988)
- Cucciolo (1998)
- Commediasexi (2006)
- Valzer (2007)
- The Cézanne Affair (2009)
- Pinocchio (2012)
- Women Drive Me Crazy (2013)
- Quo vado? (2016)

## Decorații
- Ordinul Național de Merit al Republicii Italiene — Roma, 27 decembrie 1999[6]